# حمراء الأسد
حمراء الأسد هي ضاحية من ضواحي المدينة المنورة، وأصبحت مخطط سكاني، تقع في الجنوب الغربي من المدينة، وتبعد عنها مسافة 12 كيلومتر. وقعت فيها غزوة حمراء الأسد بين المسلمين والمشركين في السنة الثالثة للهجرة.